# Hartkirchen
Hartkirchen è un comune austriaco di 4 112 abitanti nel distretto di Eferding, in Alta Austria.